# ROA (motorfiets)

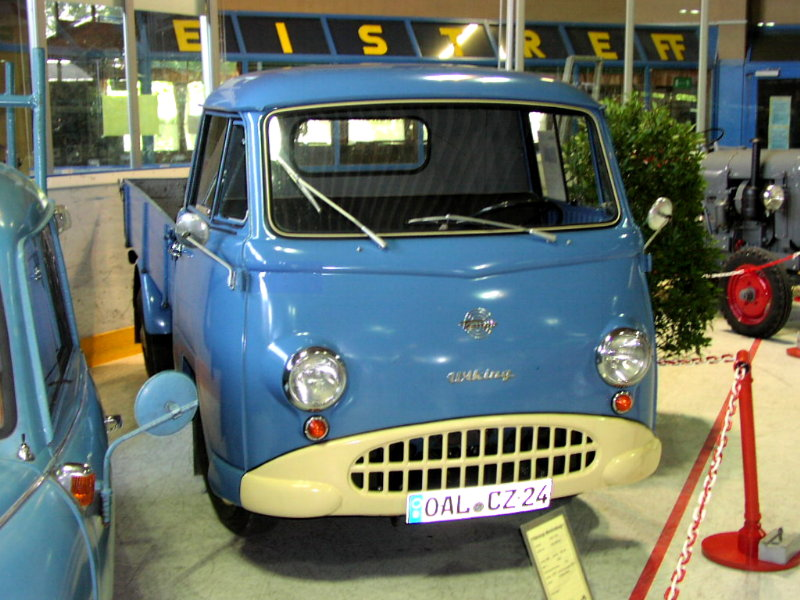

ROA is een historisch merk van motorfietsen.
Industrias Motorizadas Onieva S.A, Madrid. 
Spaans merk dat in 1952 49 cc-bromfietsen en driewielers ging bouwen. Daarnaast waren er motorfietsen van 198- en 325 cc, waarvan een aantal van in Spanje geproduceerde Villiers-tweetaktmotoren voorzien waren. Tussen 1961 en 1965 sloot het bedrijf de poorten.